# Schneebergbahn (Zahnradbahn)
| Dieseltriebzug am Kaltwassersattel |                                   |                                   |                               |
| Streckennummer (ÖBB): | 198 01 (ehemals)                  |                                   |                               |
| Kursbuchstrecke (ÖBB): | 523                               |                                   |                               |
| Streckenlänge: | 9,805 km                          |                                   |                               |
| Spurweite: | 1000 mm (Meterspur)               |                                   |                               |
| Maximale Neigung: | 197 ‰                             |                                   |                               |
| Zahnstangensystem: | Abt                               |                                   |                               |
| Streckengeschwindigkeit: | 24 km/h                           |                                   |                               |
| |                                   |                                   |                               |
| Minimaler Radius: | 80 m60 m (Hochschneeberg alt–neu) |                                   |                               |
| \| \| \| Anschluss von Wiener Neustadt \| \| \| \| 0,000 \| Puchberg am Schneeberg \| 577 m ü. A. \| \| \| 0,205 \| Sebastianbach \| Sebastianbach \| \| \| 1,160 \| Hengsttal (ehem. Schneebergdörfl) \| 613 m ü. A. \| \| \| 3,040 \| Hauslitzsattel ehem. Wasserstelle \| 824 m ü. A. \| \| \| 4,523 \| Hengsthütte \| 1012 m ü. A. \| \| \| 5,060 \| Am Hengst Wasserstelle \| 1090 m ü. A. \| \| \| 5,940 \| Ternitzer Hütte \| 1231 m ü. A. \| \| \| \| Kaltwassersattel \| \| \| \| 7,360 \| Baumgartner Wasserstelle \| 1398 m ü. A. \| \| \| \| Hohe Mauer \| \| \| \| 8,532 \| Tunnel 1 (151 m) \| Tunnel 1 (151 m) \| \| \| 8,886 \| Tunnel 2 (120 m) \| Tunnel 2 (120 m) \| \| \| 9,672 \| Hochschneeberg (Endbf. bis 2009) \| 1795 m ü. A. \| \| \| 9,805 \| Hochschneeberg (Endbf. seit 2009) \| 1796 m ü. A. \| \| \| 9,851 \| Gleisende bis 2009 \| Gleisende bis 2009 \| |                                   |                                   |                               |
| Kopfbahnhof Streckenende |                                   | Anschluss von Wiener Neustadt     | Anschluss von Wiener Neustadt |
| Kopfbahnhof Streckenanfang | 0,000                             | Puchberg am Schneeberg            | 577 m ü. A.                   |
| Brücke über Wasserlauf | 0,205                             | Sebastianbach                     | Sebastianbach                 |
| Haltepunkt / Haltestelle | 1,160                             | Hengsttal (ehem. Schneebergdörfl) | 613 m ü. A.                   |
| Dienststation / Betriebs- oder Güterbahnhof | 3,040                             | Hauslitzsattel ehem. Wasserstelle | 824 m ü. A.                   |
| Haltepunkt / Haltestelle | 4,523                             | Hengsthütte                       | 1012 m ü. A.                  |
| Dienststation / Betriebs- oder Güterbahnhof | 5,060                             | Am Hengst Wasserstelle            | 1090 m ü. A.                  |
| ehemaliger Haltepunkt / Haltestelle | 5,940                             | Ternitzer Hütte                   | 1231 m ü. A.                  |
| |                                   | Kaltwassersattel                  |                               |
| Bahnhof | 7,360                             | Baumgartner Wasserstelle          | 1398 m ü. A.                  |
| |                                   | Hohe Mauer                        |                               |
| Tunnel | 8,532                             | Tunnel 1 (151 m)                  | Tunnel 1 (151 m)              |
| Tunnel | 8,886                             | Tunnel 2 (120 m)                  | Tunnel 2 (120 m)              |
| Dienststation / Betriebs- oder Güterbahnhof | 9,672                             | Hochschneeberg (Endbf. bis 2009)  | 1795 m ü. A.                  |
| Kopfbahnhof Strecke ab hier außer Betrieb | 9,805                             | Hochschneeberg (Endbf. seit 2009) | 1796 m ü. A.                  |
| | 9,851                             | Gleisende bis 2009                | Gleisende bis 2009            |

Die Zahnradbahn auf den Hochschneeberg ist eine von drei noch existierenden Zahnradbahnen in Österreich und stellt als Fortsetzungsstrecke einen Teilabschnitt der Schneebergbahn dar. Sie wird seit dem 1. Jänner 1997 von der Niederösterreichischen Schneebergbahn GmbH (NÖSBB) betrieben. Die NÖSBB vermarktet seitdem mit dem Namen Schneebergbahn nur den ihr zugehörigen Zahnradbahnteil der Strecke.
Die Zahnradbahn System Abt mit einer Spurweite von einem Meter verkehrt seit dem 25. September 1897 auf den Schneeberg in Niederösterreich. Sie ist mit 9,8 km die längste Zahnradbahn Österreichs und hat mit dem auf 1796 m gelegenen Endbahnhof Hochschneeberg den höchstgelegenen Bahnhof Österreichs. Die Talstation liegt auf 577 Meter Höhe, der überwundene Höhenunterschied beträgt 1219 Meter und die maximale Steigung liegt bei 197 Promille.

## Geschichte

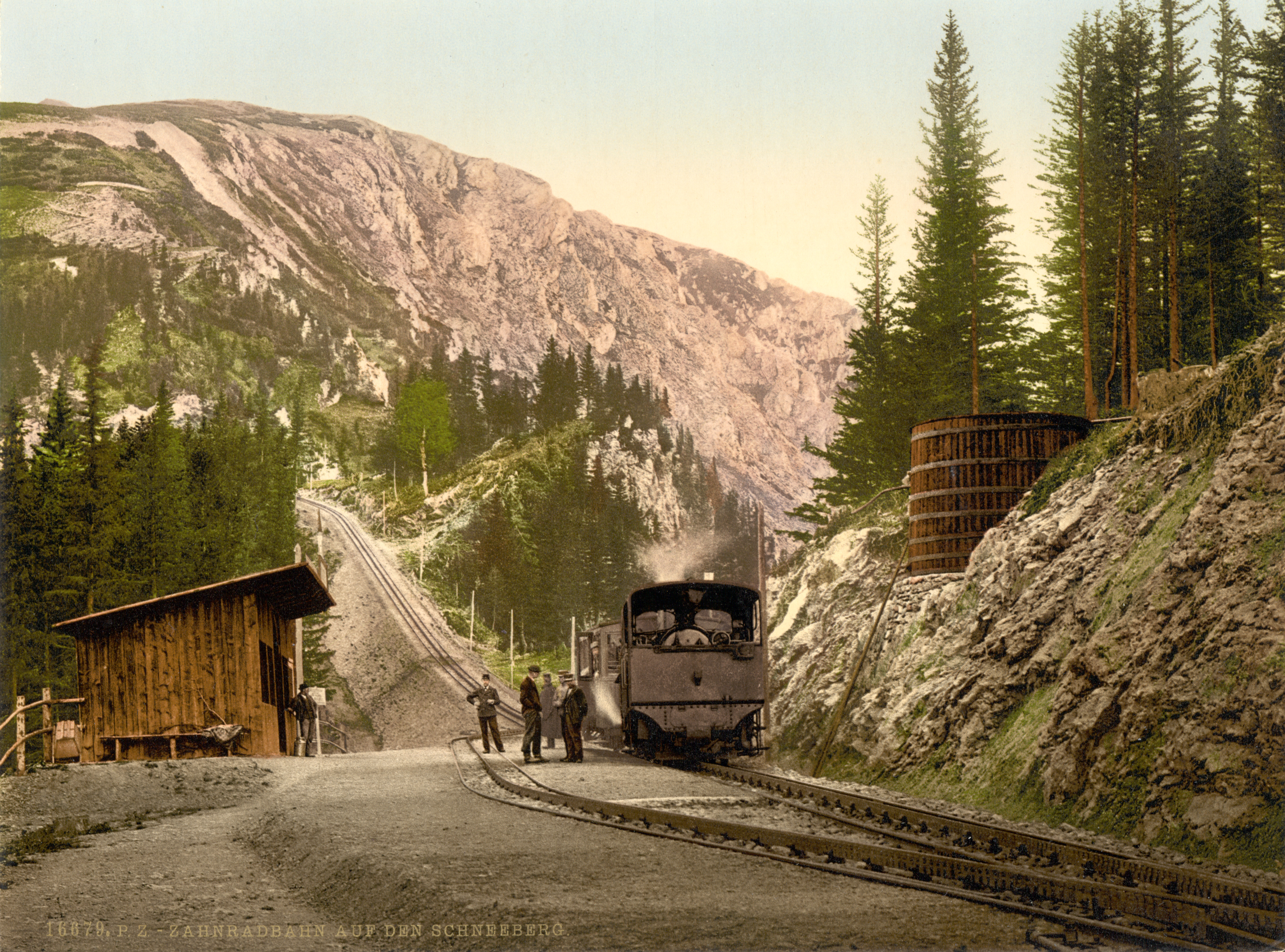
Ausweiche Baumgartner in der Frühzeit der Schneebergbahn, ca. 1900

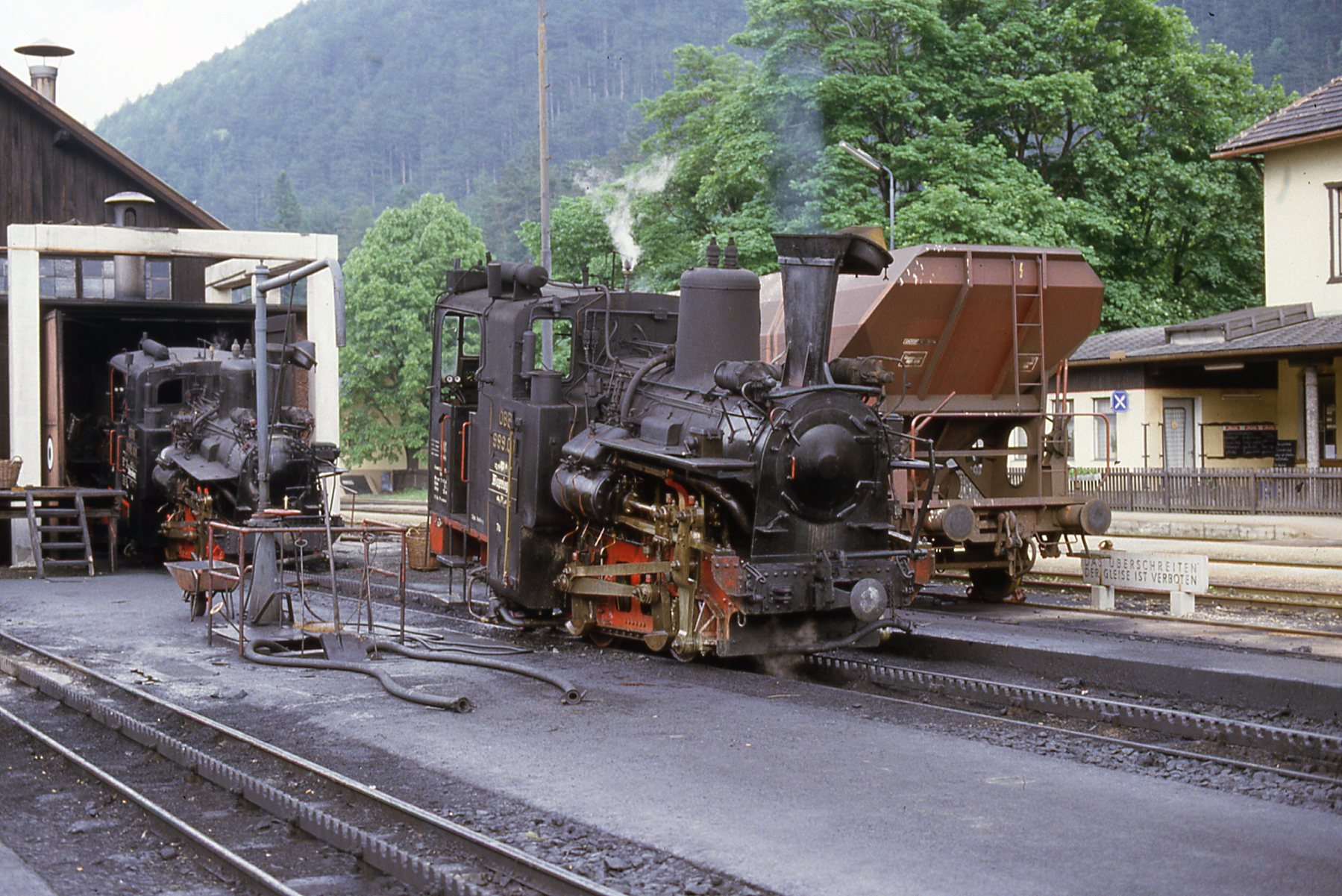
Zwei Dampflokomotiven vor dem alten Heizhaus in Puchberg, 1977

In der zweiten Hälfte des 19. Jahrhunderts kam der Bergtourismus in Mode. Die ersten Schutzhütten im Schneeberggebiet zählten schon in jener Zeit um die 10.000 Besucher pro Jahr. Der Bau einer Zahnradbahn war ein naheliegender Schritt. Bereits 1872 gab es die ersten Pläne, eine Zahnradbahn auf den Schneeberg zu errichten. 1885 erhielt der Wiener Ingenieur Josef Tauber eine Vorkonzession für die Eisenbahnstrecke von Wr. Neustadt nach Puchberg am Schneeberg und konnte den Wiener Neustädter Bürgermeister Carl Haberl als Unterstützer für das Projekt gewinnen. Auf Basis der Concessionsurkunde vom 25. September 1895, für die Localbahn von Wiener-Neustadt auf den Schneeberg mit Abzweigung nach Wöllersdorf (Schneebergbahn) begann am 9. Dezember 1895 unter der Leitung des Wiener Ingenieurs Leo Arnoldi der Bau des Bahnhofs in Puchberg. Der erste Streckenabschnitt bis Baumgartner wurde am 1. Juni 1897 eröffnet, die übrige Strecke bis Hochschneeberg am 25. September 1897.
Am 1. Jänner 1899 übernahm die k.k. privilegierte Eisenbahn Wien-Aspang (EWA) die kompletten Anlagen sowie die Betriebsführung. Am 18. Juni 1902 besuchte Kaiser Franz Josef I. die Schneebergbahn und fuhr mit ihr auf den Hochschneeberg. Er besichtigte das 1898 eröffnete, gleichnamige Hotel in der Nähe der Endstation, sowie die Elisabethkirche. Das Hotel besteht heute noch unter dem Namen Berghaus Hochschneeberg.
Am 1. Juli 1937 wurde der Betrieb der bankrotten EWA durch die Österreichischen Bundesbahnen (BBÖ) übernommen (was „die Abänderung einiger Bestimmungen der Konzessionsurkunde vom 25. September 1895“ nach sich zog), doch die Anlage blieb im Besitz der EWA. Nach ihrer Eingliederung in die Deutsche Reichsbahn 1938 wurde der Betrieb der Schneebergbahn ebenfalls von dieser übernommen. Am 1. Jänner 1940 wurde die Zahnradbahn verstaatlicht und durch den Reichsverkehrsminister ohne Entgelt an die Aktienbesitzer dem Besitz der Reichsbahn zugeschlagen.
Nach Kriegsende 1945 führten die Staatseisenbahnen die Schneebergbahn weiter. 1947 übernahmen die wieder gegründeten Österreichische Bundesbahnen (ÖBB) den Betrieb und führten ihn nahezu unverändert, also ausschließlich mit Dampflokomotiven, bis Ende 1996.

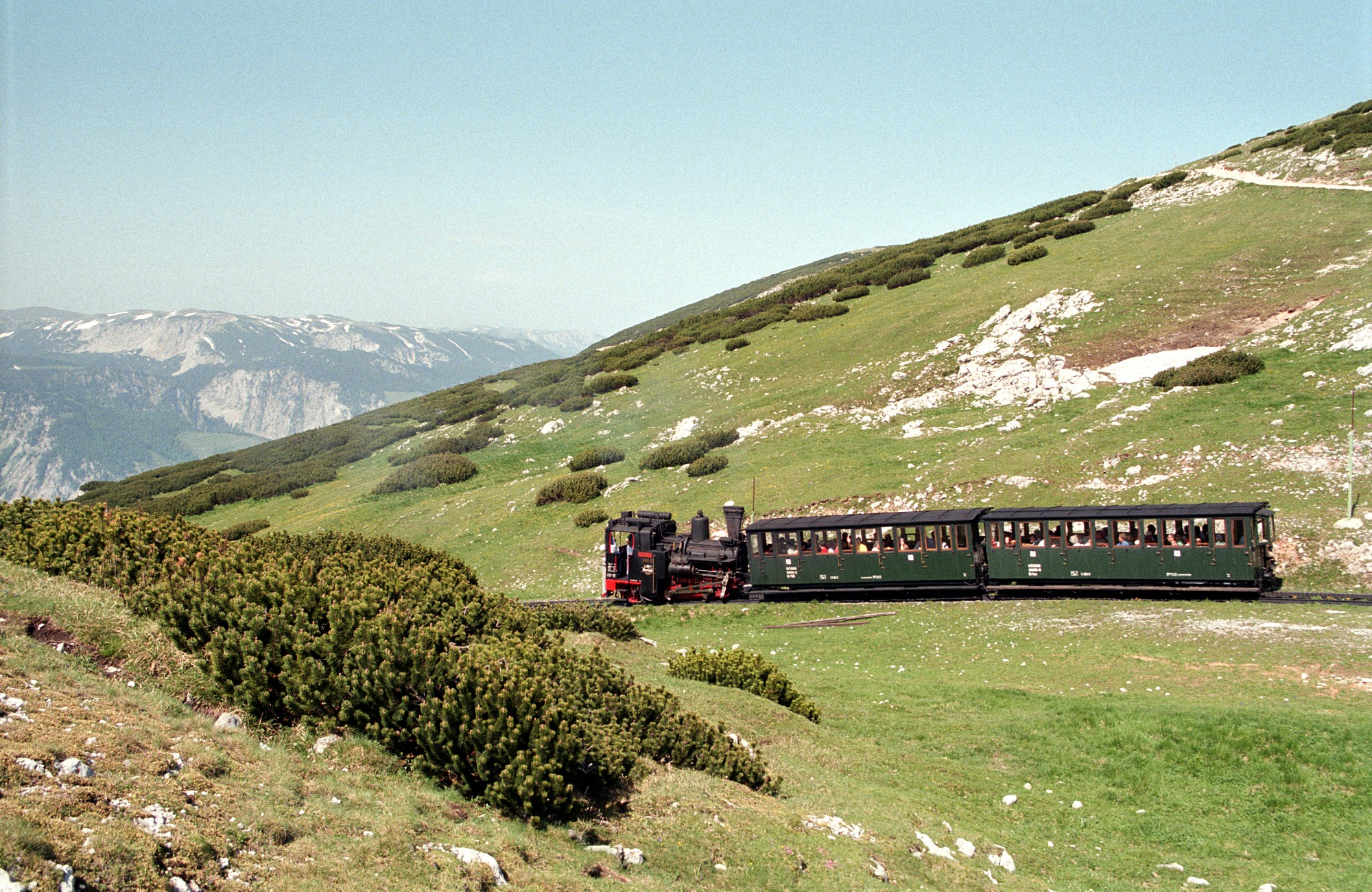
Dampfzug auf den letzten Metern vor der Bergstation, 1998

Am 1. Jänner 1997 wurde eine Partnerschaft zwischen der Niederösterreichischen Verkehrsorganisations-Ges.m.b.H (NÖVOG) und den ÖBB gegründet, die den Betrieb der Zahnradbahn übernahm. Der neue Name des Unternehmens lautete Niederösterreichische Schneebergbahn GmbH (NÖSBB). Nur die Infrastruktur blieb im Besitz der ÖBB.
Im Oktober 1998 wurde am Bahnhof Puchberg ein neues Werkstättengebäude errichtet. Noch im gleichen Jahr wurden Neubaufahrzeuge bestellt. In der Saison 1999 kamen am 24. Juli erstmals neben den traditionellen Dampflokomotiven die neuen Dieseltriebzüge zum Einsatz. Am 11. September 1999 wurden diese bei einem Festakt getauft und die neue Werkstätte offiziell dem Betrieb übergeben. Um die Infrastruktur für das Berghaus Hochschneeberg zu verbessern, wurde mit dem Bau der Wasserversorgung und Abwasserbeseitigungsanlage am Berg begonnen (die bis dahin ausschließlich mit der Bahn erfolgte), sodass bis zum Jahr 2003 alle Hütten entlang der Trasse an die Kanalisation und an die Wasserversorgung angeschlossen werden konnten. Im Zuge dessen wurde ebenfalls eine neue Stromleitung und Glasfaserkabel zwischen Puchberg und dem Berghaus Hochschneeberg installiert. Somit entfielen die Wasser-Versorgungs- und -Entsorgungsfahrten, die die Bahn bis dahin in der verkehrsfreien Zeit durchgeführt hatte. Bis zum Jahr 2009 konnten auch das Damböckhaus und die Fischerhütte angeschlossen werden. Seit 2003 kann man Fahrkarten der Schneebergbahn auch via Internet bestellen.
Im Dezember 2010 wurde im Rahmen eines Infrastrukturübernahmepaktes die Infrastruktur der Schneebergbahn vom Land Niederösterreich übernommen. Am Bahnbetrieb hatte dies jedoch keine nennenswerten Änderungen zur Folge.
Seit 2012 befindet sich die Bahn zu 100 % im Besitz der NÖVOG.

## Strecke

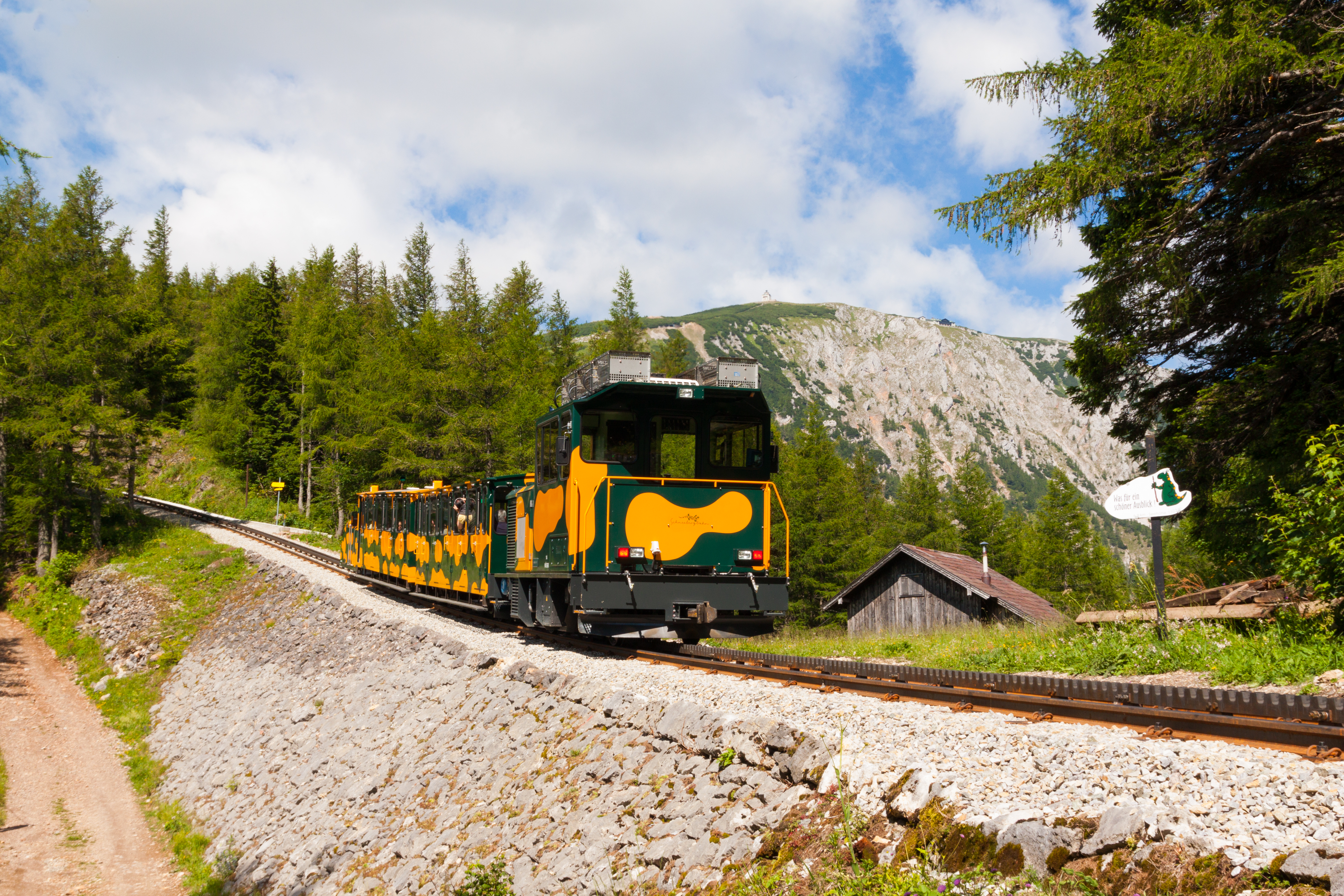
Die vierte Zugskomposition am Kaltwassersattel

Die Fahrt auf den Schneeberg beginnt im Bahnhof in Puchberg am Schneeberg (577 m). Nach rund einem Kilometer kommt die Bahn zur Haltestelle „Hengsttal“. Diese Station wurde im Jahr 2008 neu errichtet und der Name von Schneebergdörfl in Hengsttal umgeändert. Der Anlass war die Eröffnung der Galerie des Künstlers Voka in der Nähe der Station. Nach der Station „Hengsttal“ erklimmt die Bahn den Berg „Hengst“, den Vorberg des Schneebergs.
Nach rund einem Drittel der Strecke folgt die Haltestelle Hauslitzsattel, eine Betriebsausweiche. Die Weichen sind heute funkgesteuert und von der Lok aus zu bedienen. Als ausschließlich Dampfzüge im Einsatz standen, befand sich an dieser Haltestelle auch ein Wassertank, welcher mangels Bedarf abgebaut wurde.

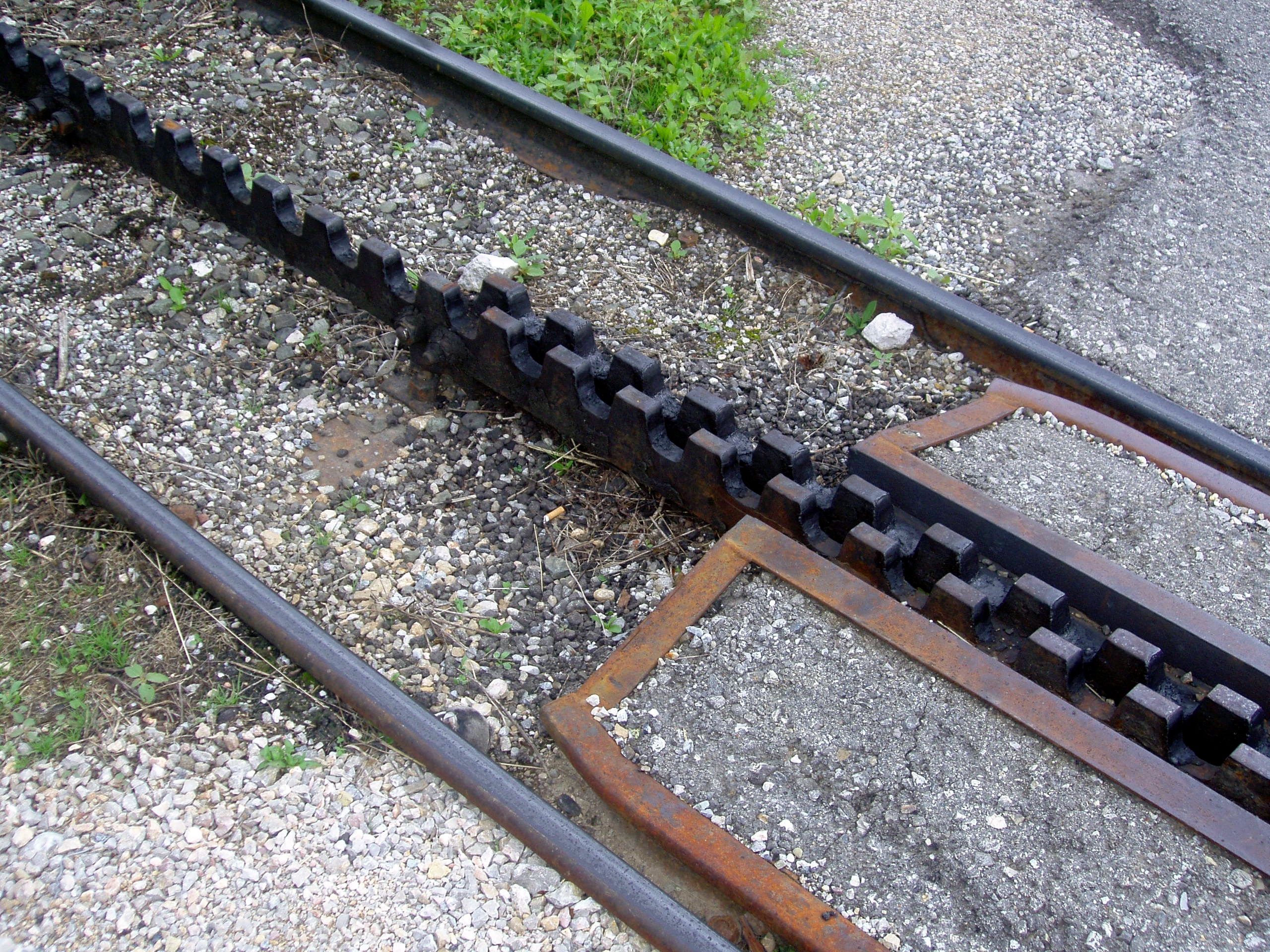
Die Zahnstangen der Schneebergbahn

Nachdem fast die Hälfte der Strecke zurückgelegt wurde, erreicht die Zahnradbahn die Station „Hengsthütte“ auf einer Seehöhe von 1012 m. Die nahe an der Station gelegene Hengsthütte ist ganzjährig bewirtschaftet.
Nach der Station „Hengsthütte“ befindet sich bei Streckenkilometer 5.0 die Wasserstelle „Am Hengst“. Hier wurde am 4. September 1989 eine Betriebsausweiche mit einer nutzbaren Gleislänge von 60 Metern eröffnet, die für eine einfachere Betriebsabwicklung sorgte.
Bei 5,9 km befand sich von 1951 bis 2013 die Haltestelle „Ternitzerhütte“ auf einer Höhe von 1.231 Metern. Bei günstigen Sichtverhältnissen eröffnet sich den Fahrgästen beim Köhlerhaus einer der schönsten Ausblicke auf das Schneebergmassiv mit dem 1888 m hohen Waxriegel. An dieser Stelle wechselt auch die Bahn den Berg: Vom Hengst geht es über einen Damm hinüber auf den Schneeberg.
Nach 7,3 km erreicht die Zahnradbahn die Station Baumgartner auf einer Seehöhe von 1397 m. Der fünfminütige Aufenthalt wird von vielen Fahrgästen genutzt, um sich mit den bekannten Buchteln des Hüttenwirts zu stärken. Die Station dient als Ausweiche und ist die einzige noch genutzte Wasserstation für die Dampfzüge. Obwohl die Dieseltriebzüge hier kein Wasser fassen müssen, ist der traditionelle Aufenthalt auch bei diesen Zügen beibehalten worden.

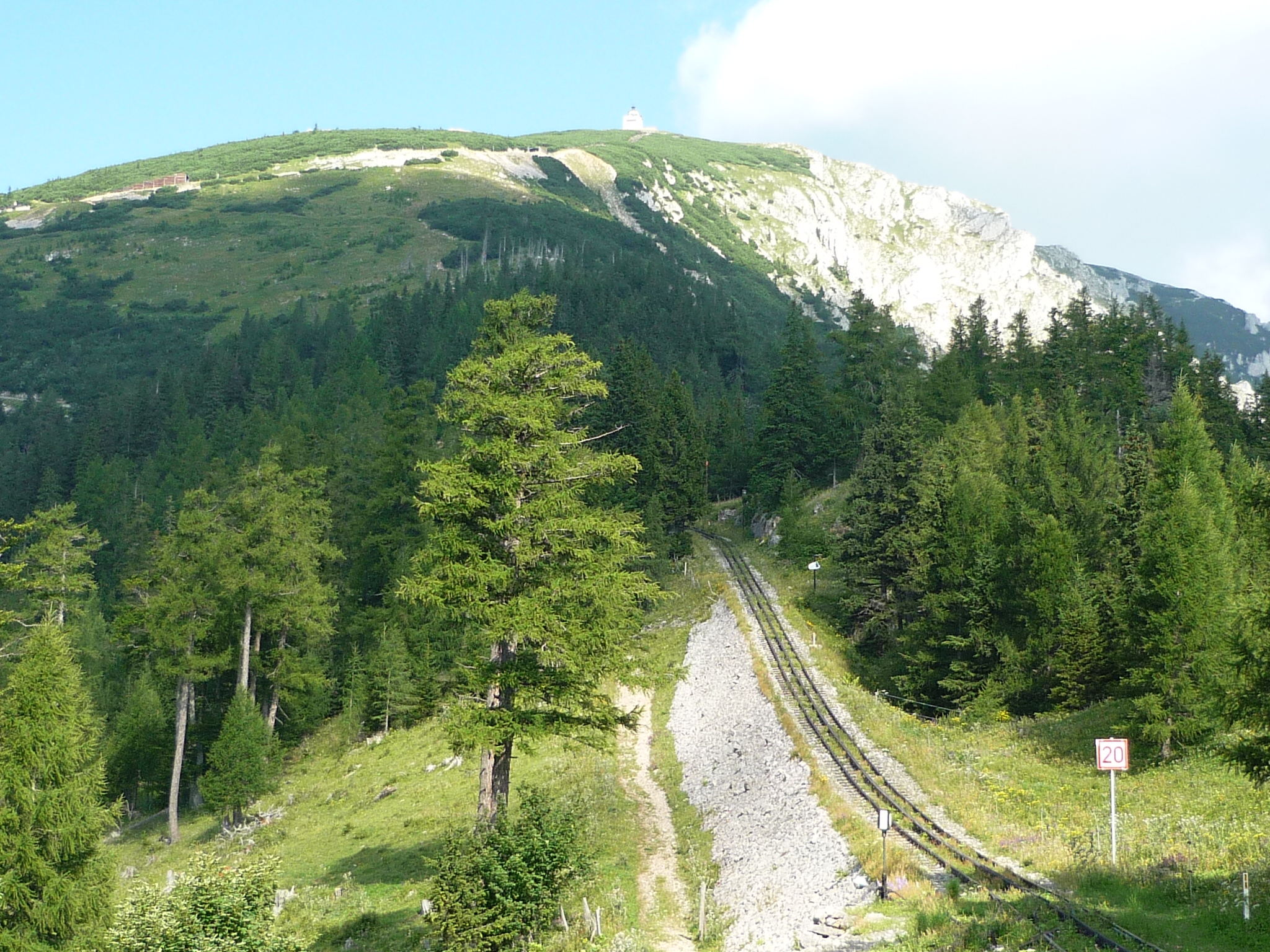
Blick auf das Schneebergmassiv

Unmittelbar nach der Station Baumgartner fährt die Bahn über einen als „Hohe Mauer“ bezeichneten steinernen Bahndamm, der den Anfang des steilsten Teiles der Strecke markiert, welcher fast vollständig in der Maximalsteigung von 197 Promille liegt. Die Bahn durchfährt hier eine der wichtigsten Trinkwasserressourcen Österreichs, das Quellgebiet der Kaiserbrunnenquelle im Höllental, die die I. Wiener Hochquellenwasserleitung speist. Deshalb wurde der gesamte Schneeberg zum Wasserschutzgebiet erklärt. Nach dem Überwinden der Baumgrenze auf einer Seehöhe von 1660 m dringt die Bahn in die hochalpine Zone des Schneebergs ein. Bei klarer Sicht eröffnet sich dem Fahrgast das Panorama von Krummbachstein und Rax.

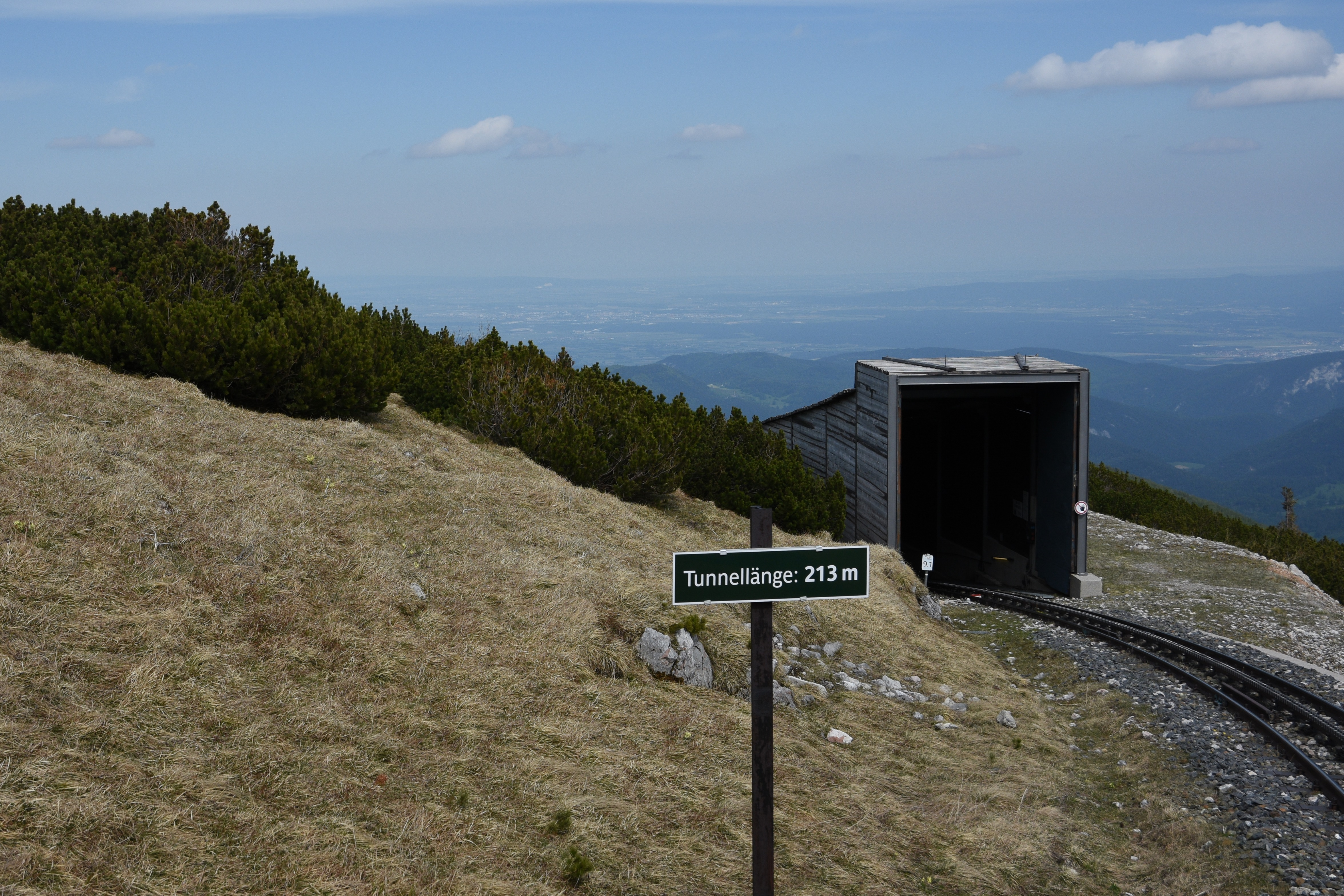
Ausfahrt aus dem zweiten Kehrtunnel

Die beiden Kehrtunnel wären aufgrund der geringen Überdeckung auch als Einschnitt ausführbar gewesen, allerdings mit entsprechend hohem Aufwand bei der Schneeräumung. Deshalb sind sie mittels mehrfach umgebauter Galerien noch entsprechend verlängert ausgeführt, bei Tunnel 1 aktuell auf eine Gesamtlänge von ca. 199 m und bei Tunnel 2 von ca. 212 m. Besonders in diesem Bereich können Schneewächten eine enorme Höhe erreichen.
Mit jedem Meter, mit dem der Zug an Höhe gewinnt, eröffnet sich dem Fahrgast ein immer weiter gehender Ausblick auf die umliegende Landschaft bis zum Semmering und zur Schneealpe. Schließlich, nach dem Durchqueren des zweiten Kehrtunnels, erreichte die Zahnradbahn nach 9,67 km die alte Endstation Hochschneeberg auf einer Seehöhe von 1795 m. Von hier führte bis in die 1980er-Jahre ein kurzes Feldbahngleis zum Berghaus Hochschneeberg, auf dem die Fracht des Berghauses mit einer händisch geschobenen Lore transportiert wurde. Dieses wurde durch eine Verlängerung des Zahnradbahngleises ersetzt, wodurch die Streckenlänge auf 9,85 km anwuchs und die erreichte Höhe auf 1796 m anstieg. Mit dem Bau des neuen Endbahnhofs wurde die Strecke wieder etwas verkürzt.

### Oberbau

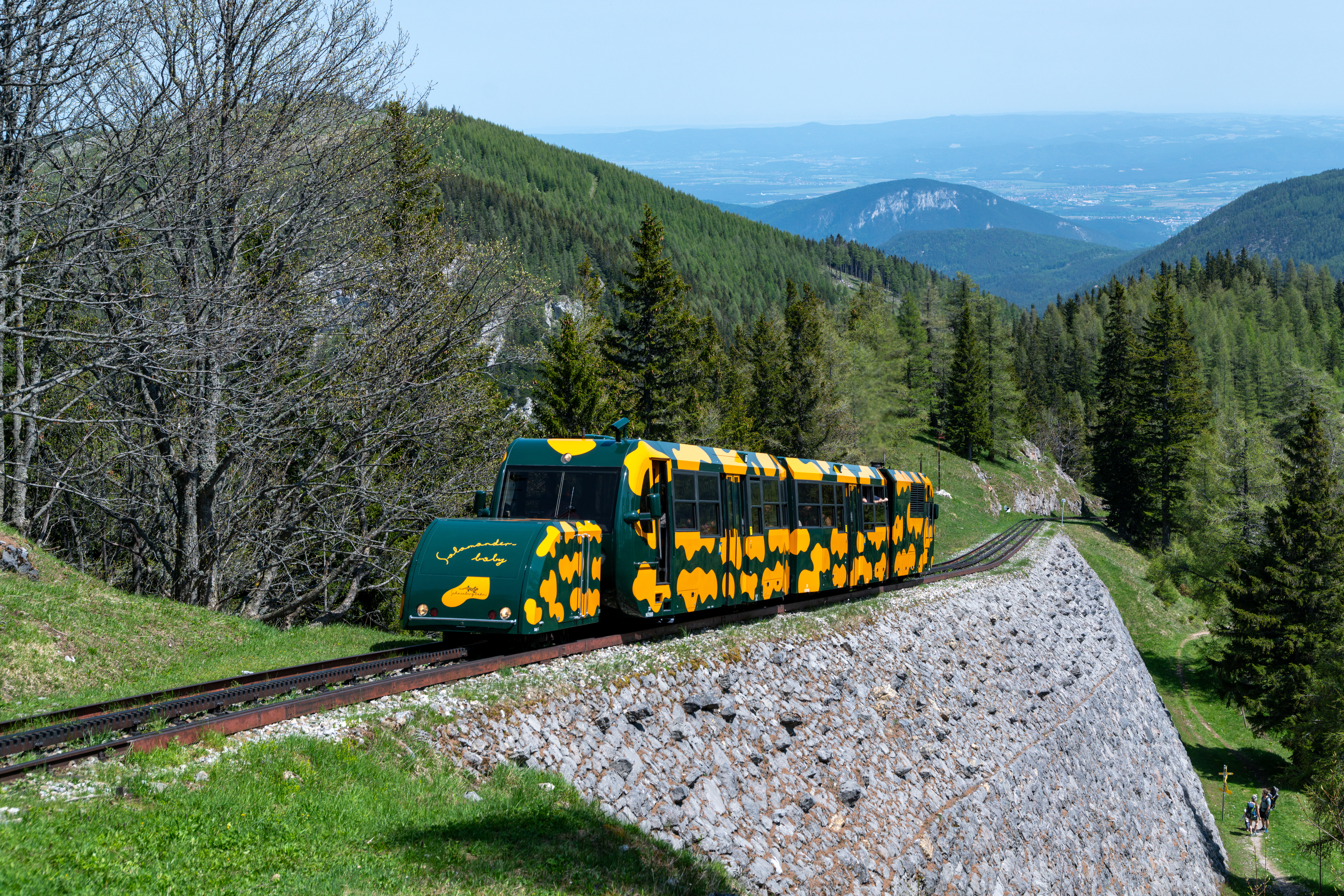
Windschutzsicherungsschienen auf der „Hohen Mauer“

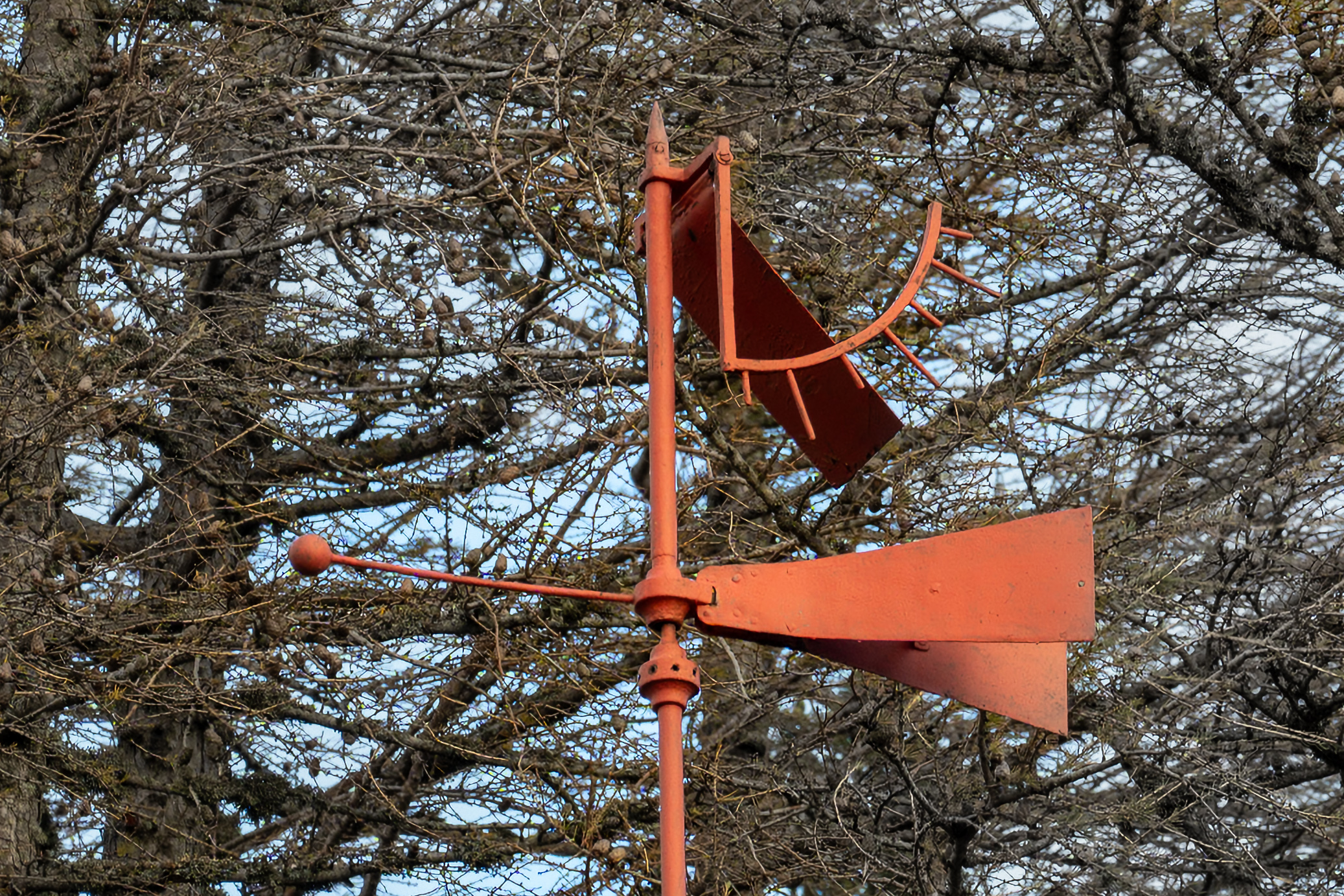
Detailansicht des Wildschen Windmessers

Die Spurweite beträgt einen Meter, die Schienen sind auf Stahlschwellen montiert. Der Zahnstangenoberbau System Abt hat ein Gewicht von 138,5 kg/m. Lange Zeit lag auf der Strecke der Oberbau aus der Bauzeit der Bahn, mittlerweile kam es durch die NÖVOG zu einer umfassenden Modernisierung des Gleiskörpers, im Zuge derer u. a. neue fernsteuerbare Zahnradweichen der VOEST Alpine mit elektrischem Antrieb verbaut wurden.

### Windschutz
Die Abschnitte zwischen den Streckenkilometern 6,830 bis 6,896 (Kaltwassersattel) und 7,633 bis 7,751 (Hohe Mauer) wurden mit Windschutzsicherungsschienen ausgestattet. Diese Abschnitte befinden sich in einer exponierten Lage, wodurch bei einer starken Windgeschwindigkeit die Gefahr bestand, dass die mit rund 5 Tonnen Eigengewicht leichten zweiachsigen Personenwagen aus den Schienen gehoben würden. Der Beginn der Abschnitte ist mit einer quadratischen Signalscheibe – in diagonaler Teilung schwarz und weiß gestrichen – gekennzeichnet. Darauf folgt der sogenannte Wildsche Windmesser, eine an einer Stange angebrachte Blechtafel die bei Windstille durch die Schwerkraft abwärts hängt und bei Wind nach oben gehoben wird. Mittels acht angebrachten Stiften für die Skalierung kann die jeweilige Windstufe abgelesen werden:
- Stufen 1 bis 4: Keine Maßnahmen erforderlich.
- Stufen 5 bis 6: Verwendung der Windschutzvorrichtung.
- Stufen 7 bis 8: Keine Durchfahrt erlaubt.

Im Zugführerabteil des Personenwagens befindet sich neben der Signalleine zur Lokomotive und der Handbremse auf der linken Seite das Handrad für die Windschutzvorrichtung. Zeigt der Wildsche Windmesser die Stufen 5 oder 6 an hält der Zug vor der Windschutzstrecke an. Die Handbremsen des Zuges werden angezogen und das Handrad betätigt, wodurch mittels Schraubenspindel eine Fangeinrichtung an der Unterseite des Personenwagens abgesenkt wird die bei der Weiterfahrt in die Windschutzsicherungsschiene greift.
Neben dem alten Endbahnhof Hochschneeberg befindet sich ebenfalls ein Wild'scher Windmesser welcher im Zuge der Verlängerung der Strecke zum Berghaus Schneeberg im Jahr 1975 aufgestellt wurde. Die Anschlussstrecke besaß allerdings keine Windschutzsicherungsschienen, da die Befahrung ohnehin nur bis zur angezeigten Windstufe 4 erfolgen durfte.
Der Einsatz der neuen schweren Triebzüge machte die Windschutzsicherungsschienen obsolet. Jene am Kaltwassersattel wurden im Zuge von Oberbausanierungen (circa 2010) entfernt.

## Bahnhöfe

### Bahnhof Puchberg am Schneeberg
Ursprünglich hatte die Schneebergbahn ein Heizhaus für die Unterbringung der fünf, später sechs Dampfloks, das zugleich als Werkstätte diente und eine hölzerne Wagenhalle für die Personenwagen. Bis Ende der 80er Jahre befand sich vor der Wagenhalle eine kleine Schiebebühne und einige Abstellgleise – durch zwei weitere Zahnstangenweichen konnte der vorher notwendige und zeitaufwändige Handverschub deutlich reduziert werden.
Seit der Saison 1999 steht eine nach modernen Grundsätzen errichtete Abstell- und Werkstättenhalle zur Verfügung, das Bürogebäude wurde renoviert. In diesem Neubau werden die Triebzüge und drei Dampflokomotiven untergebracht und gewartet. Nahezu sämtliche Arbeiten werden hier von der Niederösterreichischen Schneebergbahn in Eigenregie erledigt. Die alte Wagenhalle dient der Unterbringung derzeit nicht benutzter Lokomotiven und der wenigen verbliebenen Personenwagen.

### Bahnhof Hochschneeberg
Im Zuge des Bahnbaues wurde ein kleines Bahnhofsgebäude in Blockbauweise errichtet, welches später mit Anbauten aus Stein versehen und bis 2007 als Bergbahnhof genutzt wurde. Da dieses aber nicht mehr den Anforderungen entsprach, entschied sich die niederösterreichische Landesregierung für die Errichtung eines Kopfbahnhofes auf dem Schneebergplateau. Die Bauarbeiten begannen im Sommer 2007 und wurden im Frühjahr 2009 beendet. Inbetriebnahme war am 25. März, mit diesem Umbau wurde die Strecke um 46 Meter verkürzt. Die feierliche Eröffnung des Bergbahnhofes fand erst am 17. Juli 2009 statt. Der Bahnhof befindet sich nun direkt am Berghaus Hochschneeberg und wurde mit diesem baulich verbunden. Das alte Stationsgebäude wurde umgestaltet, es beherbergt heute eine Kunstgalerie und Sendeeinrichtungen.

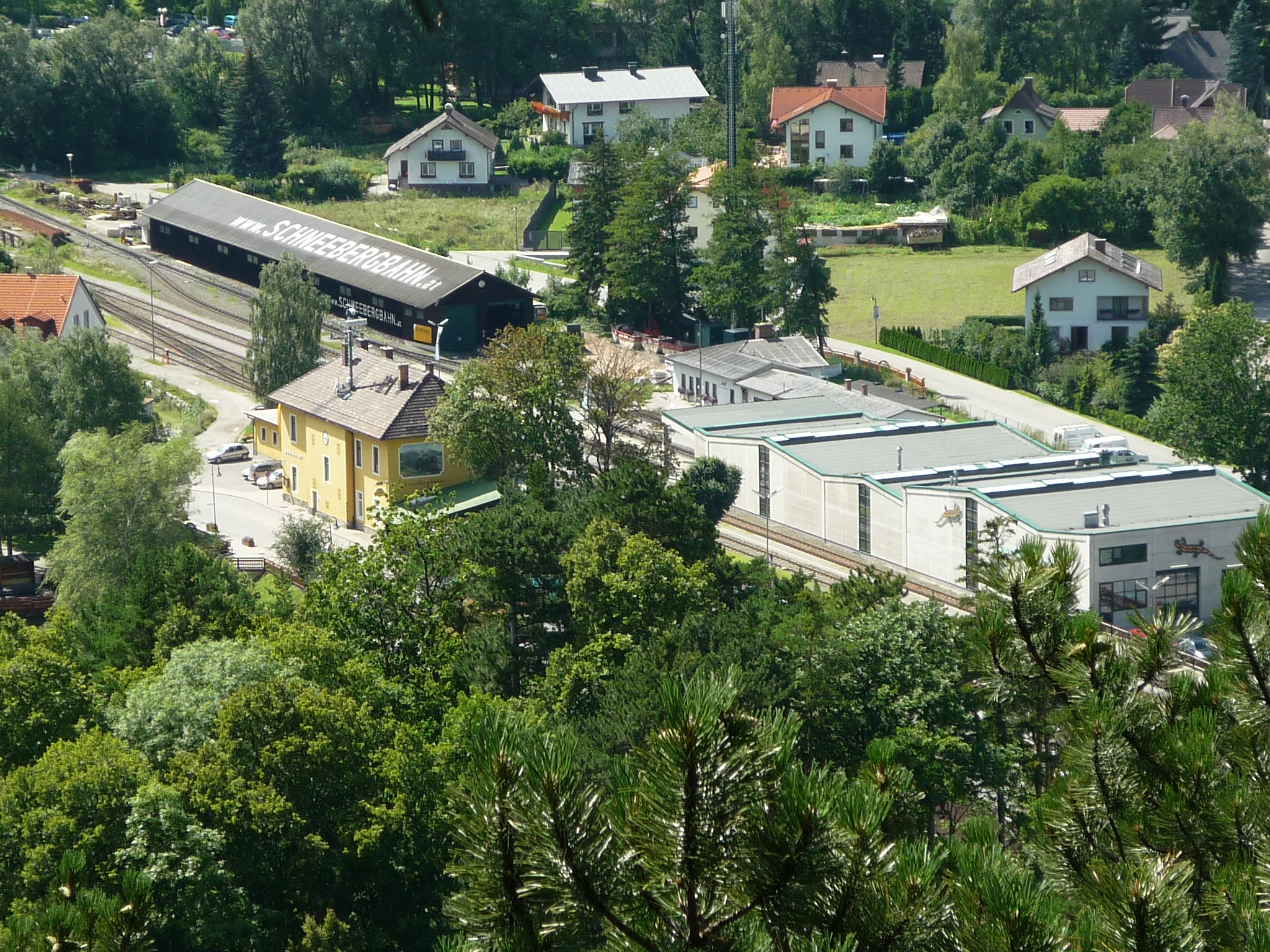
Der Talbahnhof
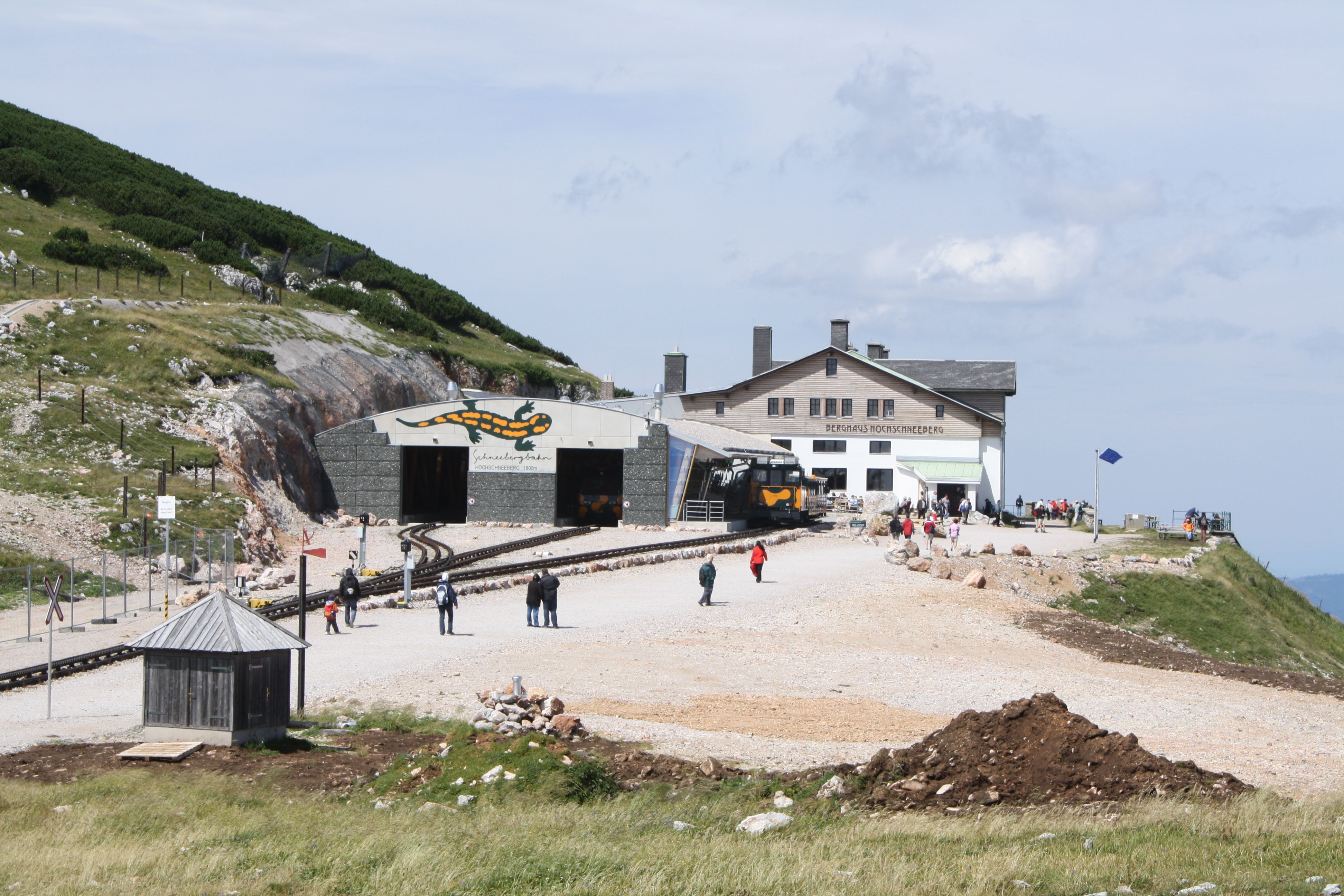
Außenansicht des Bergbahnhofes
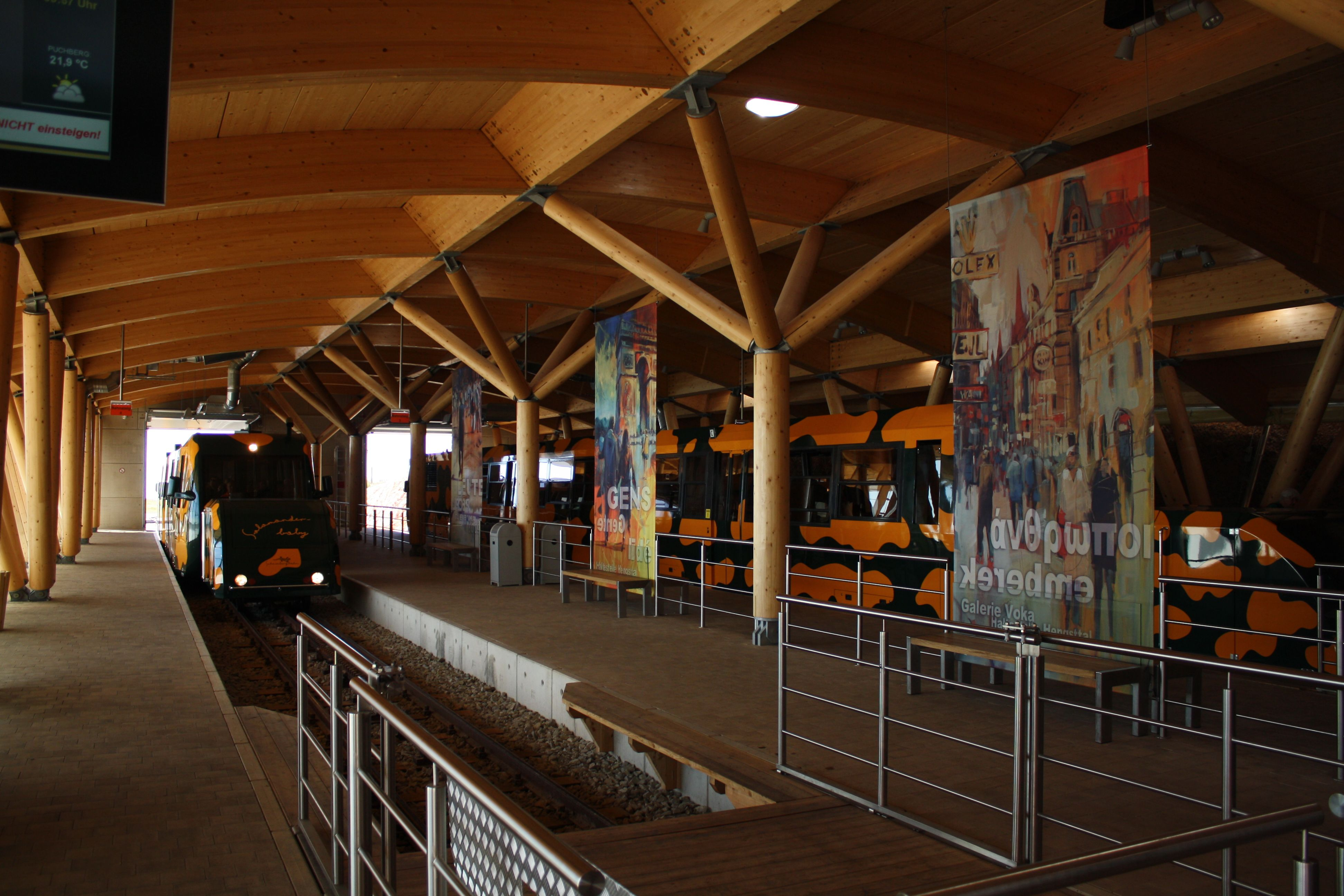
Im Inneren des Bergbahnhofes

## Betrieb

### Wasserversorgung

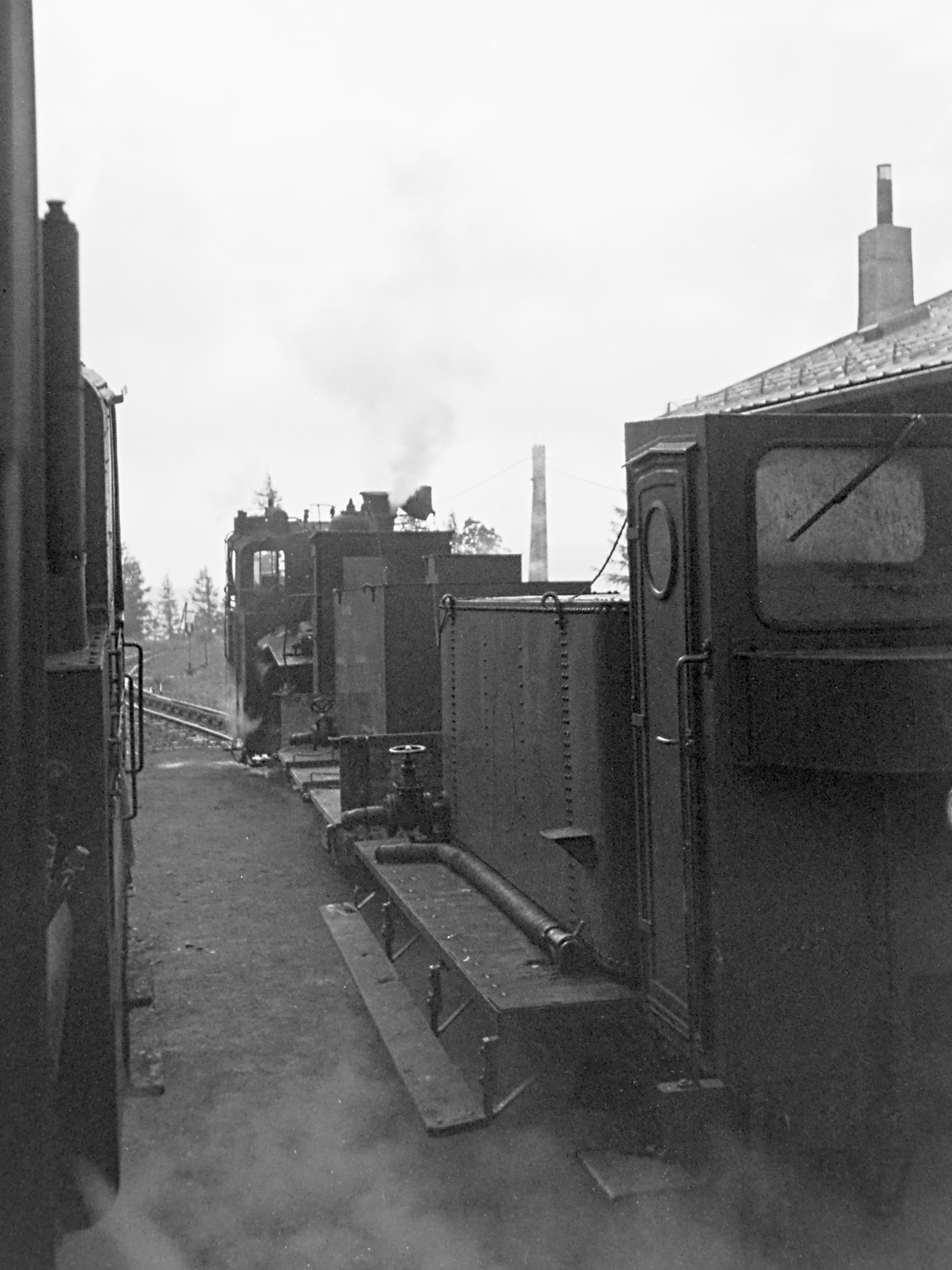
Wasserversorgungszug in der Station Baumgartner (1987)

Zu Zeiten des Dampfbetriebes war die Wasserversorgung der Dampflokomotiven stets eine Herausforderung, da es am aus Kalkgestein bestehenden Schneeberg selbst keine Quellen gibt. Es wurden beim Bahnbau daher drei Wasserstationen errichtet, zu denen das notwendige Wasser mit eigenen (zumeist wochentags verkehrenden) Wasserzügen transportiert wurde. Von jeweils etwas oberhalb der jeweiligen Station gelegenen Einfüllstutzen wurde das Wasser aus dem Tank des Wasserwagens mittels Schwerkraft in die Behälter befördert. Diese waren anfangs Holzfässer, wichen aber später gemauerten Wasserbehältern. Nach dem Zweiten Weltkrieg verblieben nur die beiden Wasserstationen Am Hengst und Baumgartner, welche 14 bzw. 24 m3 Wasser fassen können.
Da der Wasservorrat der Lokomotiven nur 1.200 Liter beträgt, musste jede Bergfahrt ca. 3.000 bis 3.500 Liter Wasser nachfassen. Um dieses Problem zu mindern, kam der Heizhausleiter der Bahn bald nach der Eröffnung auf die Idee, in zusätzlichen Tanks unter dem Wagenboden der Waggons Wasser mitzuführen. Dies reduzierte die Aufenthalte zum Wasserfassen auf jeweils einen pro Bergfahrt. Zur weiteren Rationalisierung wurden die Tanks Anfang der 90er Jahre nochmals von 1,6 m3 auf jeweils 1,7 m3 pro Vorstellwagen vergrößert, womit sich die Wasserzüge weitgehend auf die Versorgung der Berghütten beschränken konnte.
Ab dem Jahr 2000 wurde eine Wasserleitung installiert, sodass jederzeit ausreichend Trink- und Brauchwasser zur Verfügung steht. Durch eine Abwasserleitung konnten auch die vorher notwendigen Entsorgungsfahrten entfallen.

### Schneeräumung zu Saisonbeginn

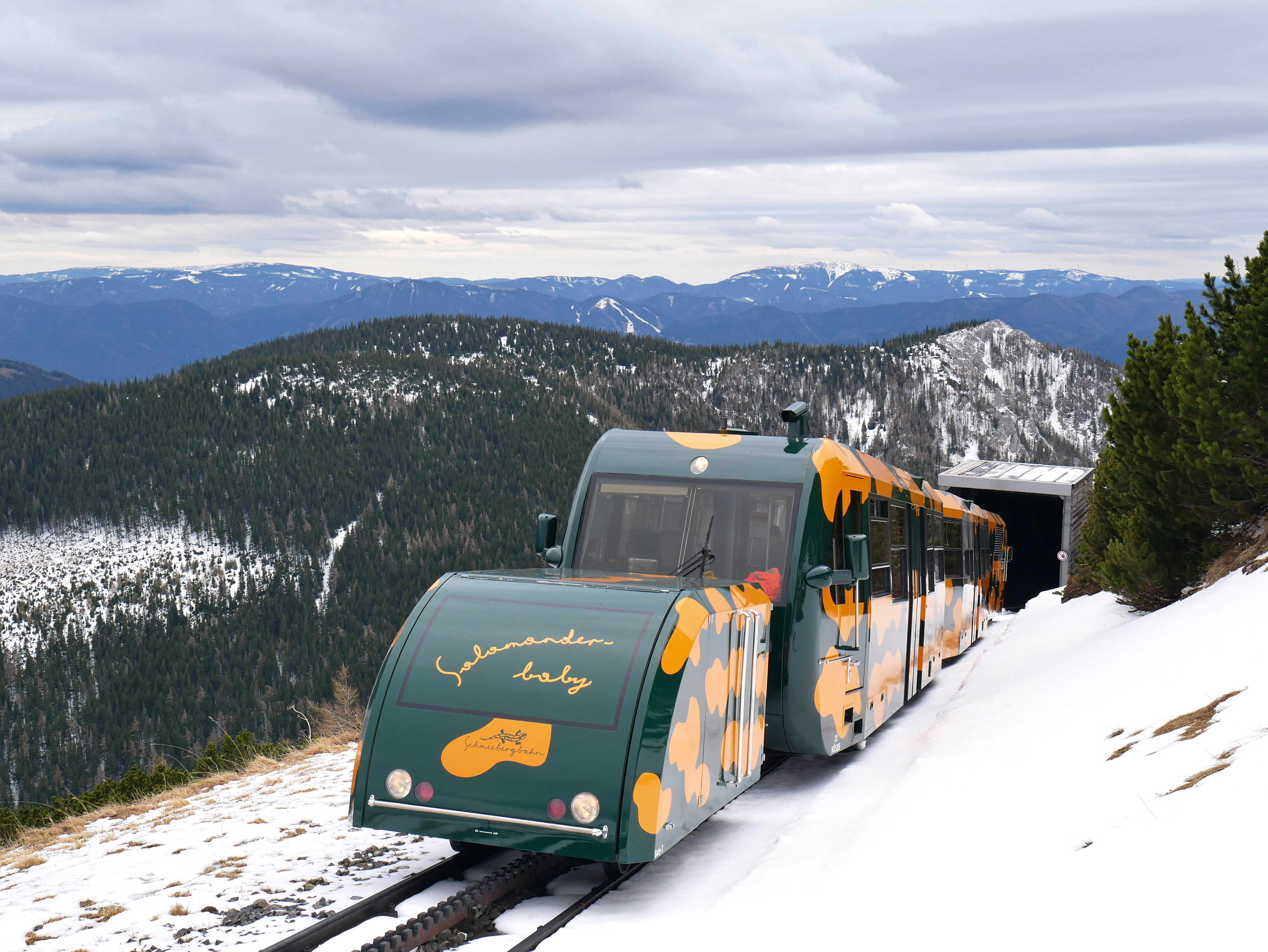
Probefahrt auf der frisch geräumten Strecke oberhalb des ersten Tunnels (April 2023)

Damit die Fahrten zu Saisonbeginn termingerecht starten können, beginnt bereits Wochen zuvor die schwere Arbeit, den Gleiskörper von den Schneemassen zu befreien.
Bis 1964 erfolgte die Schneeräumung ausschließlich mit einem Keilpflug. Von da an bahnte sich die Lok mit einer nicht selbst fahrenden Hochleistungsschneeschleuder von Beilhack (Type HB 11, Räumbreite 3.100 mm, Räumleistung bis 7.000 t/h), ihren Weg durch den Schnee.
Seit dem Jahr 1993 wird ein Traktor mit aufgebauter Schneefräse für die Ersträumung der Gleisanlagen eingesetzt.

### Betriebsstörungen
Am 29. August 1992 löste Funkenflug aus dem Schornstein einer Dampflok am Hochschneeberg einen Brand aus. Es folgte ein Flächenbrand, der von der anhaltenden Trockenheit begünstigt wurde. Die Löscharbeiten gestalteten sich schwierig, da es am Berg kein Wasser gibt. Mehrere Feuerwehren aus dem umliegenden Gebiet halfen bei der Brandbekämpfung, auch Hubschrauber und die Zahnradbahn selbst kamen zum Einsatz. Noch im Jahr 2008 waren Spuren des Feuers in der Landschaft erkennbar.
Im Mai 2011 entgleiste der Triebkopf 13 bei einer Talfahrt in der Wasserstelle Am Hengst aufgrund einer falsch gestellten Weiche. 2024 kam es erneut zu einem derartigen Vorfall, außerdem gab es einen Auffahrunfall, bei dem ein Gütervorstellwagen zerstört wurde.

### Fahrpreise
Im Jahr 2019 betrug der Fahrpreis für eine Berg- und Talfahrt ohne Ermäßigung 38 Euro pro Person. Es wurde ein Dampfzuschlag von 9 Euro erhoben. Im darauf folgenden Jahre 2020 wurden die Fahrpreise um knapp 8 % angehoben: Eine Berg- und Talfahrt ohne Ermäßigung kostet (Stand August 2023) 44 Euro pro erwachsener Person. Der Dampfzuschlag wurde auf 10 Euro verteuert.

## Fahrzeuge

### Dampfzug

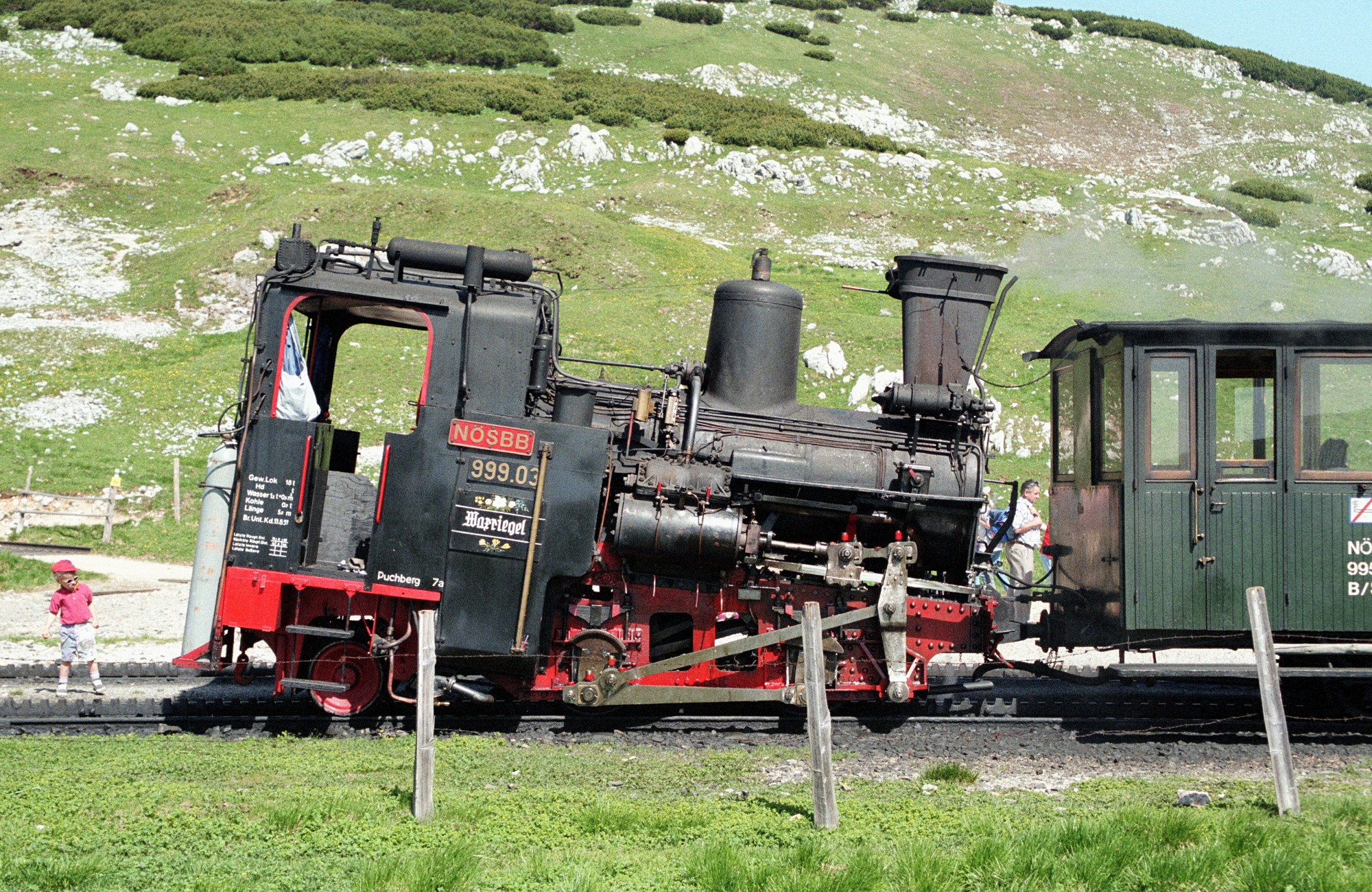
Lokomotive 999.03 (Z3)

#### Lokomotiven
→ Hauptartikel: SKGLB Z
102 Jahre lang wurde die Schneebergbahn ausschließlich mit Dampflokomotiven betrieben. Diese zweiachsigen und 200 PS starken Lokomotiven der Reihe Z (ehemals ÖBB 999) sind mit geringfügigen Modifikationen bis zum heutigen Tag im Einsatz. Die Fahrzeuge tragen den zu ÖBB-Zeiten angebrachten rot-schwarzen Anstrich sowie einen Giesl-Ejektor. 1974 wurde wegen des gestiegenen Verkehrsaufkommens eine Lokomotive der Schafbergbahn (ÖBB 999.101) nach Puchberg überstellt. Diese wurde 2007 an die Salzkammergutbahn, dem nunmehrigen Betreiber der Schafbergbahn, verkauft und dort wieder in den Ursprungszustand zurückversetzt.
Von den ursprünglich fünf gebauten Lokomotiven sind heute noch zwei betriebsfähig, von denen heute in der Regel nur mehr eine Lokomotive an Feiertagen und Sonntagen von Juli bis September sowie auf Bestellung angeheizt wird. Ein Dampfzug bringt zwei der dunkelgrünen Personenwagen mit insgesamt 100 Sitzplätzen auf den Schneeberg.

Zur Bewältigung der 1218 Höhenmeter auf der 9800 Meter langen Strecke benötigt der Dampfzug mit einem Gesamtgewicht von 36 Tonnen 600 kg Kohle und 4.500 Liter Wasser, wobei bis zu 1.500 Liter bei der Station Baumgartner gefasst werden müssen. Die Kohle ist mangels eines Kohlenkastens direkt im Führerstand der Lok gelagert. Ab 1900 bis nach dem Ersten Weltkrieg besaßen die Lokomotiven eine Ölfeuerung.

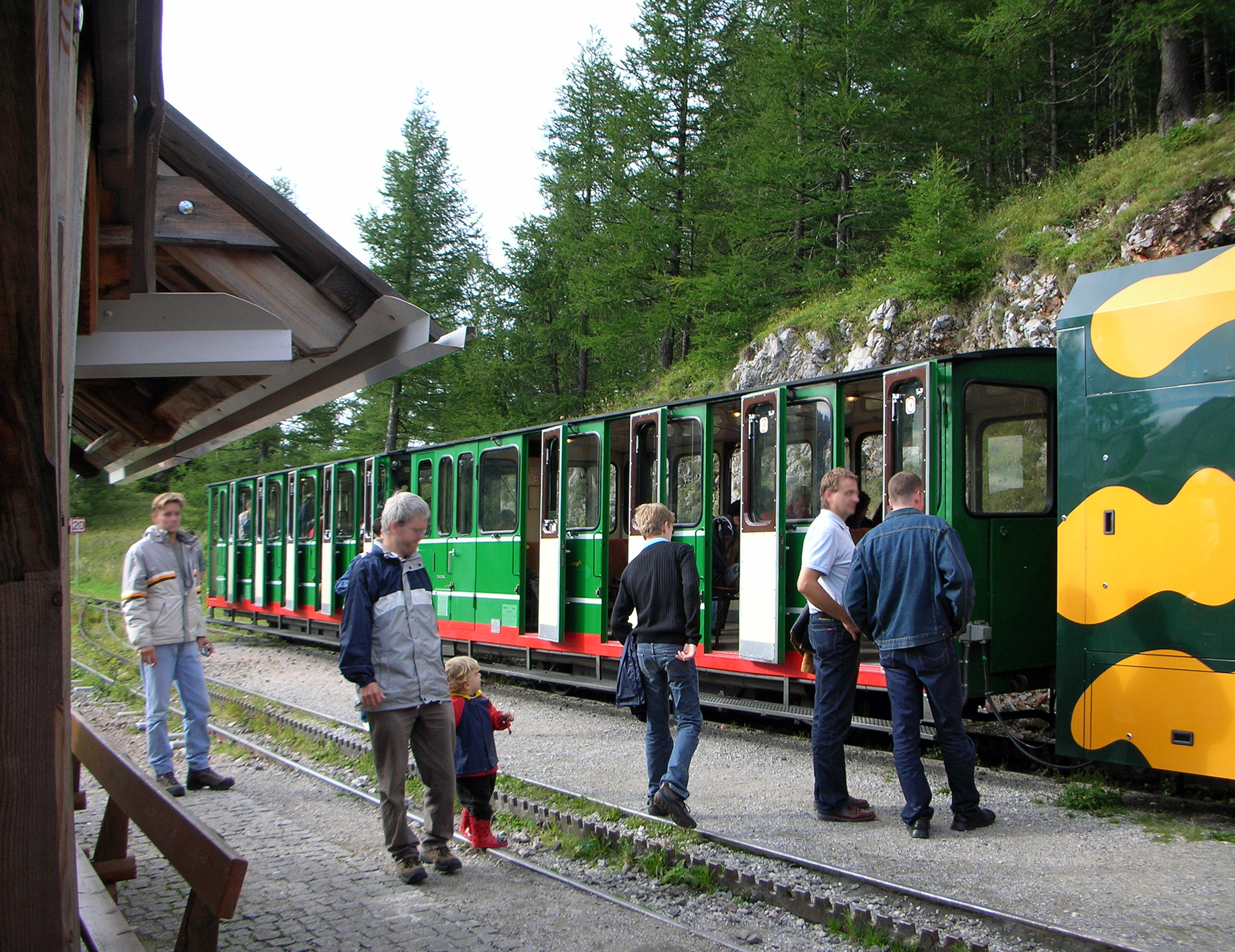
Ganzstahl-Personenwagen Typ B/SZ in originaler Lackierung

| EWA/NÖSBB-Nummer | Name          | ÖBB-Nummer | Baujahr/Fabriksnummer Krauss/Linz | Anmerkung                                      |
| ---------------- | ------------- | ---------- | --------------------------------- | ---------------------------------------------- |
| Z 1              | Kaiserstein   | 999.01     | 1896/3400                         | Denkmal neben dem Bahnhof Puchberg             |
| Z 2              | Klosterwappen | 999.02     | 1896/3401                         | Betriebsfähig                                  |
| Z 3              | Waxriegel     | 999.03     | 1896/3402                         | Betriebsfähig                                  |
| Z 4              | Hengst        | 999.04     | 1898/3750                         |                                                |
| Z 5              | Puchberg      | 999.05     | 1900/4215                         | Betriebsfähig                                  |
| -                | Schneeberg    | 999.101    | 1893/2744                         | ursprünglich Schafbergbahn, 2007 zurückgegeben |

#### Personenwaggons

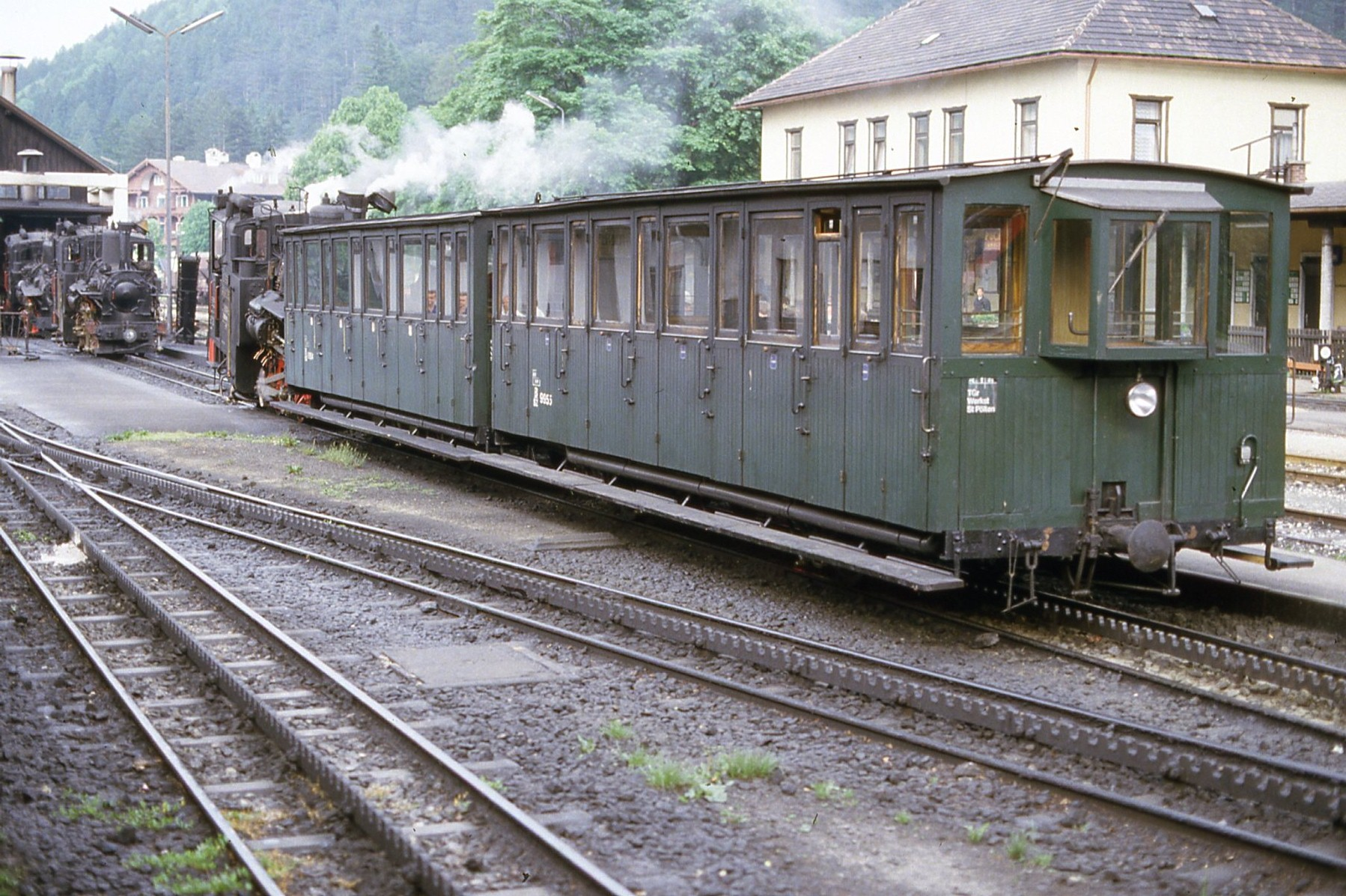
Vorstellwagen B/Sz (1977)

Die Schneebergbahn besaß ursprünglich zu jeder Lokomotive einen Satz von zwei zweiachsigen Vorstellwagen, die jeweils im selben Jahr wie die jeweiligen Lokomotiven von der Grazer Waggonfabrik geliefert wurden. Die ursprüngliche Bezeichnung lautete SchBB BCz Nr. 1–10, später ÖBB B/Sz mit den Nummern 9950–59. Einer der beiden 1898 gelieferten Waggons besaß ein Salonabteil, welches Kaiser Franz Joseph I. bei seiner Fahrt auf den Schneeberg 1902 benützte.
In den 1950er Jahren wurden die Waggons modernisiert, erhielten geschlossene Zugführerabteile und Durofol-Sitze. Später kam auch eine Webasto-Heizung zum Einbau. Die jeweils talseitige Achse besitzt ein Bremszahnrad, auf das ursprünglich nur eine Handbremse wirkte. Im Jahr 1988 wurde die Garnitur 9960-0 + 9961-9 probeweise mit einer Federspeicherbremse ausgestattet. Die positiven Erfahrungen sorgten dafür, dass während der Wintersperre 1988/1989 auch die restlichen Personenwagen damit ausgerüstet worden sind. Die Federspeicherbremse ist betriebsbereit wenn der Lokhauptluftbehälter mit Druckluft von mindestens 5,3 bar aufgefüllt ist. Die Bremse spricht an wenn der Luftdruck in den Bremszylindern unter 5 bar abgesenkt wird, wobei eine geringfügige zeitliche Abstufung zwischen der Lokomotive und den jeweiligen Wagen erfolgt damit bei der Talfahrt keine Zerrungen in den Fahrzeugkupplungen auftreten. In der Lokremise erfolgt die Auffüllung des Hauptluftbehälters mit 8 bar. Diese Menge ist im Regelfall für eine Berg- und Talfahrt ausreichend. Im Notfall kann der Hauptluftbehälter aus der auf der Lokomotive installierten Pressluftflasche mit 5,3 bar nachgespeist werden oder die einfache Haken-Kupplung zur Lokomotive über einen Hebel gelöst werden, worauf die Federspeicherbremse selbstständig in Wirkung tritt.
Am 23. Juni 1982 wurde der Fuhrpark um zwei neue Wagen in Leichtstahlbauweise von Franz Knotz ergänzt (B/Sz 9960–61), welche großteils im Aussehen und Dimension den bisherigen Fahrzeugen gleichen. Der Wagen 9960 wurde mit einem größeren Wassertank mit einem Fassungsvermögen von 1,8 m3 ausgestattet. Somit stand endlich eine sechste Garnitur für alle sechs Dampfloks zur Verfügung.
Heute sind nur noch zwei Waggons (9950, Baujahr 1896 und 9958 von 1900) als Nostalgie-Garnitur sowie die beiden Ganzstahl-Personenwagen im Betrieb, der ehemalige Wagen 9952 dient umgebaut als Bahndienstwagen. Die restlichen Fahrzeuge sind abgestellt, wurden an die Schafbergbahn verkauft oder sind verschrottet worden.

#### Güterwagen
Ursprünglich waren zwei zweiachsige Güterwagen vorhanden, von denen einer ein hölzernes Wasserfass zur Versorgung des Berghauses und der Wasserstationen trug. 1992 waren diese zwei ursprünglichen Niederbordwagen sowie ein offener Güterwagen mit fix montiertem Wasserbehälter vorhanden.

### Triebzüge

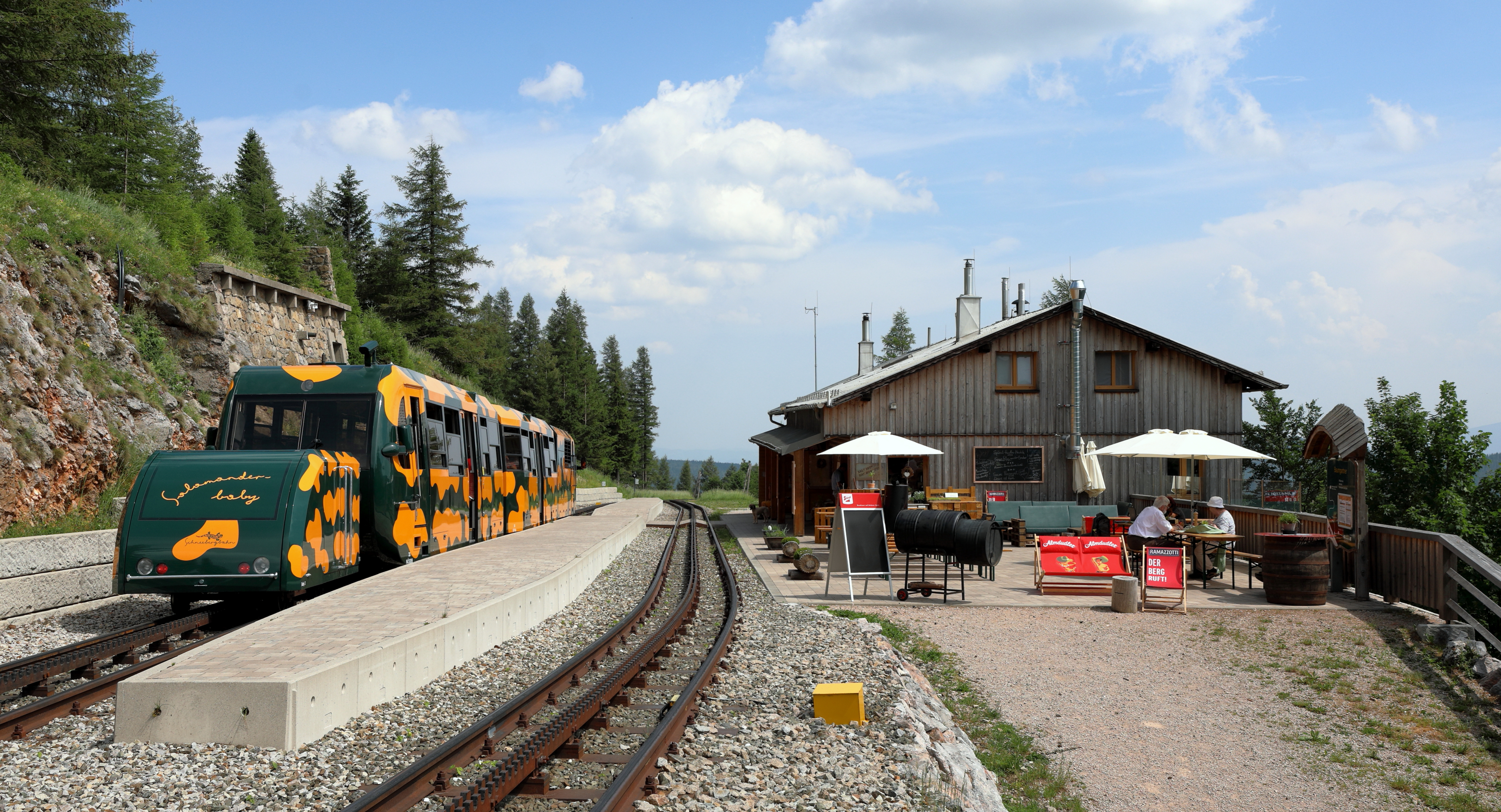
Triebzug mit Gütervorstellwagen in der Station Baumgartner

Am 11. September 1999 wurden zwei neue Triebzüge und ein zusätzlicher Triebkopf mit den Betriebsnummern 11 bis 13 offiziell in Betrieb genommen. Eine 30,41 m lange, 32,6 Tonnen schwere und bis zu 15 km/h schnelle Garnitur besteht aus Steuerwagen, Zwischenwagen und Triebkopf mit 544 kW Leistung. Die Fahrzeuge stammen von einem Firmenkonsortium aus Waagner-Biro (Federführung und Fahrgestelle), Carvatech (Wagenkästen) sowie Hunslet-Barclay Ltd. (Triebköpfe). Für das Design war gefordert, dass es einen Bezug zur Natur der Schneebergregion herstellen solle.
Da der Andrang über mehrere Saisonen sehr groß war (pro Jahr rund 130.000 Gäste), beschloss die Niederösterreichische Landesregierung im Jahr 2008 einen weiteren Steuer- und Zwischenwagen anzuschaffen. Diese sind seit 2010 im Einsatz, die farblich angepassten alten Stahlwagen von 1984 verkehren seither bei Bedarf mit der Lok 14.

#### Gütervorstellwagen
Seit dem Jahr 2006 nehmen die Triebzüge auch Güterbeiwagen mit auf den Schneeberg. Die Beiwagen werden Babysalamander genannt, weil sie in Design und Form einem verkleinerten Steuerwagen ähneln. Damit versorgt die Bahn die Hütten am Schneeberg. Nach Behebung anfänglicher Probleme hat sich das erste Fahrzeug im Einsatz bewährt. Im Jahr 2008 wurde ein weiteres in Betrieb genommen.

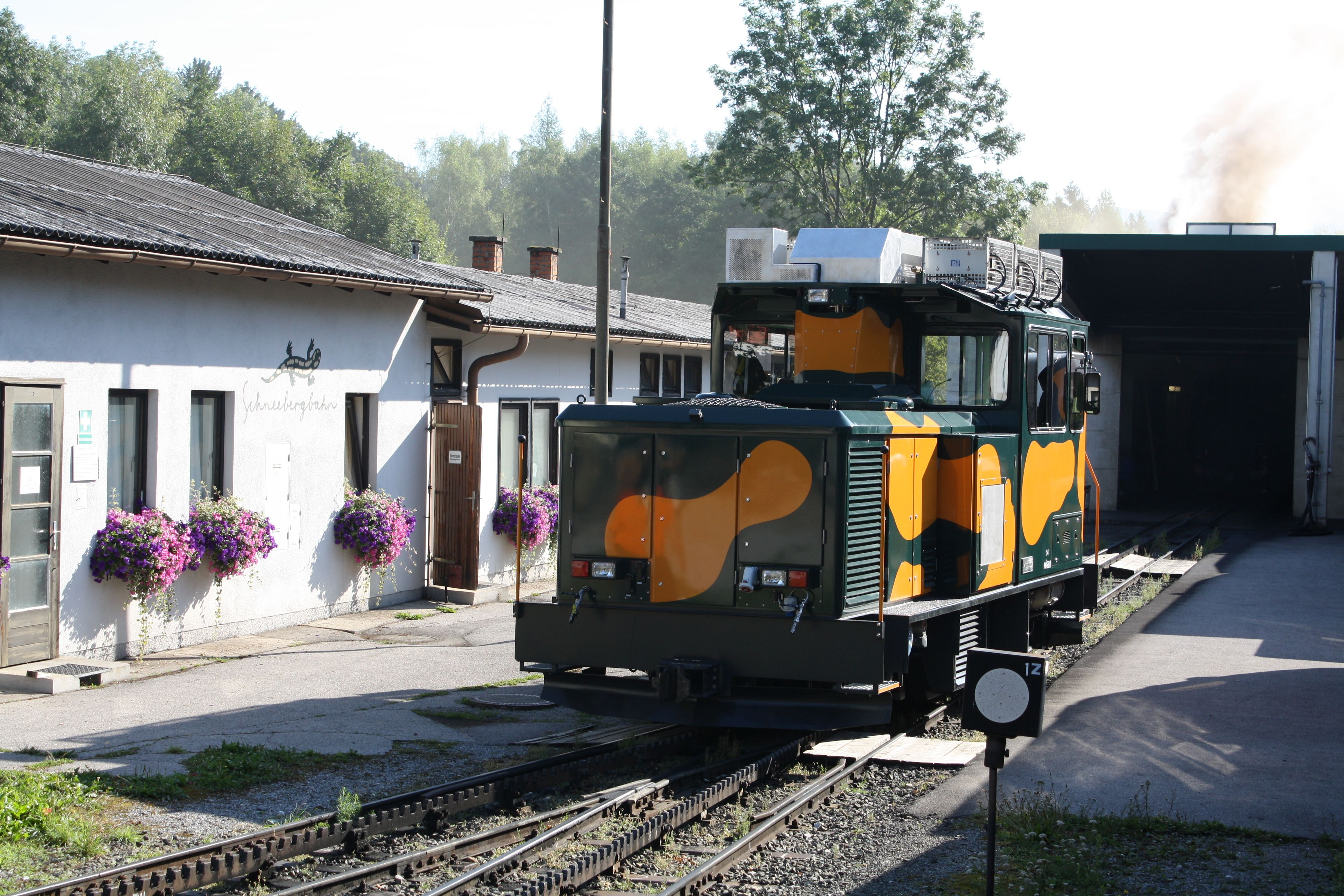
2010 in Dienst gestellte Zahnraddiesellok

### Dieselelektrische Lokomotive
Seit Mai 2010 wird auch eine der beiden von Stadler Rail gefertigten dieselelektrischen Zahnradlokomotiven 14–15 eingesetzt. Die zweite der bestellten Lokomotiven, Nummer 15, wurde zunächst an die Schafbergbahn vermietet und 2012 an diese verkauft. Die Lokomotive kann funkferngesteuert eingesetzt werden und wird, da sie über elektrische sowie Druckluftanschlüsse verfügt, auch für Streckenarbeiten eingesetzt. Da sie in Spitzenzeiten auch als Reservetriebfahrzeug im Personenverkehr eingesetzt wird, wurde ihr Außendesign entsprechend gestaltet. Zudem sind die beiden Ganzstahl-Personenwagen von Knotz angepasst worden, womit eine vierte Zugskomposition bereitsteht. Die Leistung beträgt 450 kW und die Höchstgeschwindigkeit bergwärts 25 km/h.